# Interstate ’82
Interstate '82 — видеоигра в жанре боевые гонки, продолжение Interstate '76.

## Сюжет
Главным героем этой части серии является Тоурус (Taurus), который был напарником Грува Чемпиона (Groove Champion) в предыдущей части. В декабре 1982 года Тоуруса разыскивает младшая сестра Грува Скай (Skye), с просьбой помочь найти Грува, который внезапно исчез. Из уважения к сестре лучшего друга Тоурус соглашается. Вскоре к ним присоединяется ещё один герой прошлой части игры, механик Скитер (Skeeter). Постепенно, перед героями открываются детали глобального заговора, грозящего уничтожить всю Америку.

## Игровой процесс
17 последовательных сюжетных миссий, режим Instant Action
(бой на арене до уничтожения определённого числа противников).
33 Машины в 4-х категориях можно модифицировать: параметры скорости, торможения, управления; нитро, прыжковый двигатель, огнетушитель и др.
Оружие: пулемёты, миномёты, ракетницы, лазеры, бампера с шипами или бензопилами, огнемёты, ловушки (масло, огонь, мины, краска); защита от некоторых типов оружия.
Есть возможность выйти из машины и пересесть в другую. Также перемещение
вне машины требуется для входа в здания и активации различных
выключателей без которых невозможно дальнейшее продвижение.
Повреждения: кузов мнётся, остаются следы от пуль, дымится и глохнет двигатель, машины взрываются при уничтожении и падении с большой высоты.

## Оценки
| Сводный рейтинг | Сводный рейтинг |
| Агрегатор       | Оценка          |
| --------------- | --------------- |
| GameRankings    | 61,59 %         |